# Aïklos
Aïklos (altgriechisch Ἄικλος Aíklos) ist ein attischer Heros der griechischen Mythologie.
Er ist der Bruder von Ellops und Kothos und galt als der Gründer der Stadt Eretria auf der Insel Euboia, sein Bruder Kothos galt als Gründer der nahe gelegenen Stadt Chalkis. Plutarch nennt Xuthos als Vater der beiden.
Der Grammatiker Stephanos von Byzanz gibt abweichend von übrigen Überlieferungen an, Aïklos und Kothos seien gemeinsam die Gründer der euboischen Stadt Eleutheris.

## Nachweise
1. ↑  Strabon 7,321; 10,445–447
2. ↑  Velleius Paterculus 1,4
3. ↑  Skymnos 575
4. ↑  Plutarch, Quaestiones Graecae 22
5. ↑  Stephanos von Byzanz s. v. Ἐλευθερίς